# Dianagruppe (Breslau)

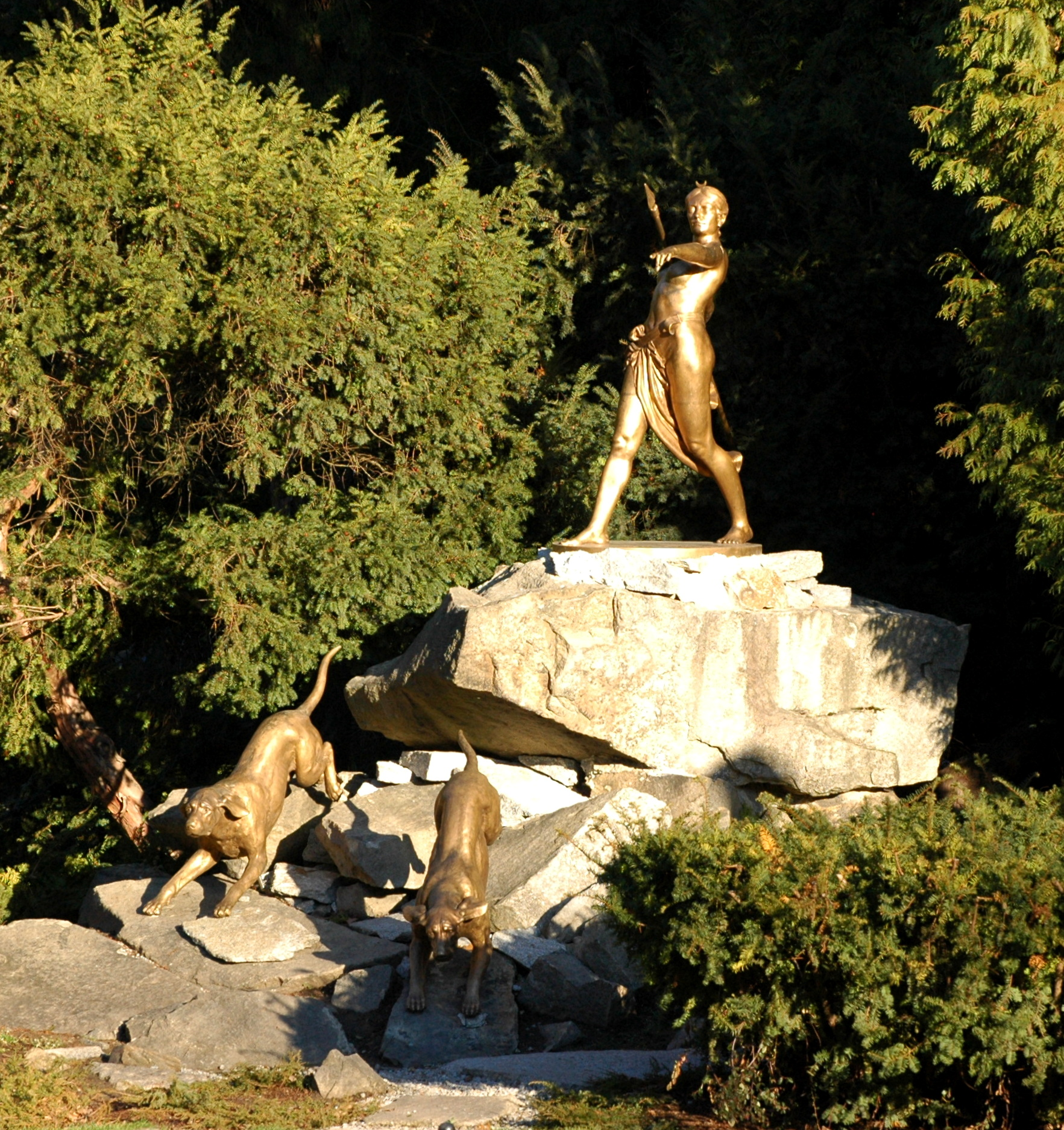
Die Dianagruppe

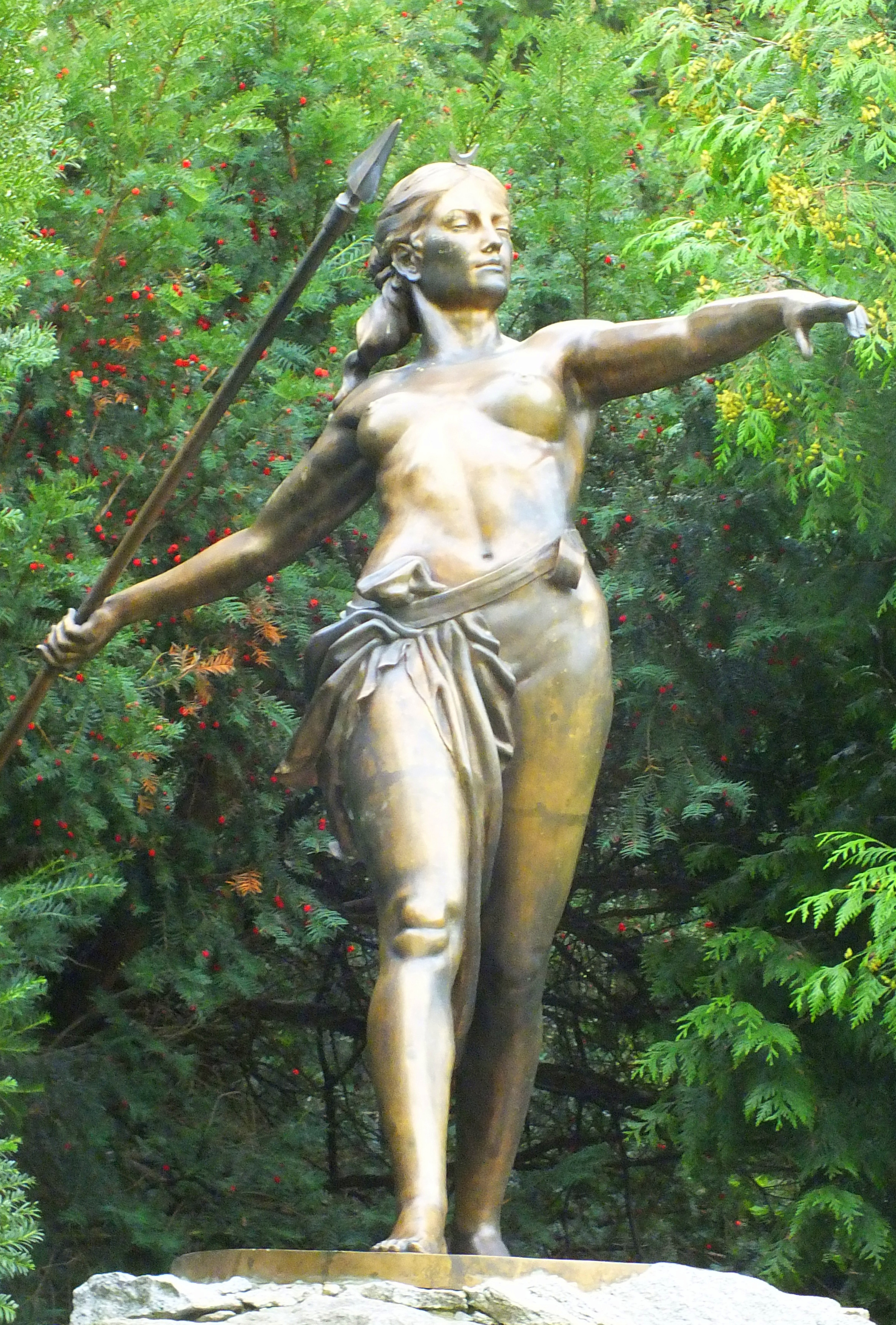
Diana

Der Dianagruppe (auch Dianastatue) in Breslau ist eine Skulpturengruppe, die 1898 im Scheitniger Park aufgestellt wurde, und auf einem Hügel aus Findlingen steht. Die Gruppe besteht aus den Skulpturen der römischen Göttin der Jagd, des Mondes und der Geburt, Beschützerin der Frauen und Mädchen Diana bei der Jagd mit einem Speer in der Hand und zwei Jagdhunden. 2015 wurde eine Kopie aufgestellt.

## Geschichte und Beschreibung
Die Skulpturen der Dianagruppe des deutschen Bildhauers Ernst Seger (1868–1939) wurden in der Gießerei Gladenbeck aus Bronze gegossen. Sie wurden im Scheitniger Park aufgestellt und am 16. August 1898 enthüllt. Der Dianagarten genannte Bereich sollte eine Berglandschaft nachstellen und erhielt eine Bepflanzung mit Nadelbäumen und Alpenpflanzen.
Während des Zweiten Weltkriegs gingen die Skulpturen verloren. Die Findlingsgruppe blieb erhalten. Am 10. September 2015 wurde eine Kopie der Dianagruppe enthüllt, die vom polnischen Bildhauer Ryszard Zarycki geschaffen worden war. Zunächst wurde nur die Skulptur der Diana, später die Jagdhunde aufgestellt.